# Герб Каунаса
Герб Каунаса является одним из геральдических атрибутов города Каунас, Литва.

## Описание
На красном поле щита, серебряный стоящий бык с золотым латинским крестом между рогами.
Телец — одно из самых почитаемых диких животных в Литве. Обычно на них могли охотиться только князья. В современной Литве он стал символом силы, чести и благородства. Древняя литовская легенда рассказывает о чаше с крестом между рогами. Точно так же телец изображен на гербе Таурагнаев.

## История
Каунас — один из первых городов Великого княжества Литовского, геральдическое происхождение которого восходит к началу XV века, когда в 1408 г. Князь Витовт пожаловал Каунасу права Магдебурга. Вскоре должна была появиться городская печать, без которой не имел силы ни один важный документ. Старейшая печать города была заменена геральдической печатью, на которой уже присутствует изображение быка, идущего по земле.
В 1492 году, когда великий князь литовский Александр утвердил и расширил права города Каунаса, над тельцом на геральдических печатях появился рыцарский крест. Вероятно, он связан с немецкой общиной в Каунасе. Рыцарским крестом при возрастающем влиянии местного населения, он стремился подчеркнуть свою роль в жизни города. В 1540 году рыцарский крест был заменен латинским крестом, помещённым между рогами быка. Его появление связано с деятельностью королевы Польши и великой княгини Литовской Боны, направленной против установления в Литве немцев и протестантизма, новых привилегий города. Бык с латинским крестом оставался в геральдике города до 1831 года.
В 1801 году на городских печатях появился новый элемент — двуглавый орёл Российской империи. Он занимал важнейшее верхнее положение печати, отодвигая вниз герб города, использовавшийся несколько сотен лет. Двуглавый орёл должен был указывать на то, что Каунас принадлежит Русскому государству. В 1843 г., на гербе Каунаса стали преобладать русские атрибуты. Этот герб был передан не городу Каунасу, а Ковенской губернии.

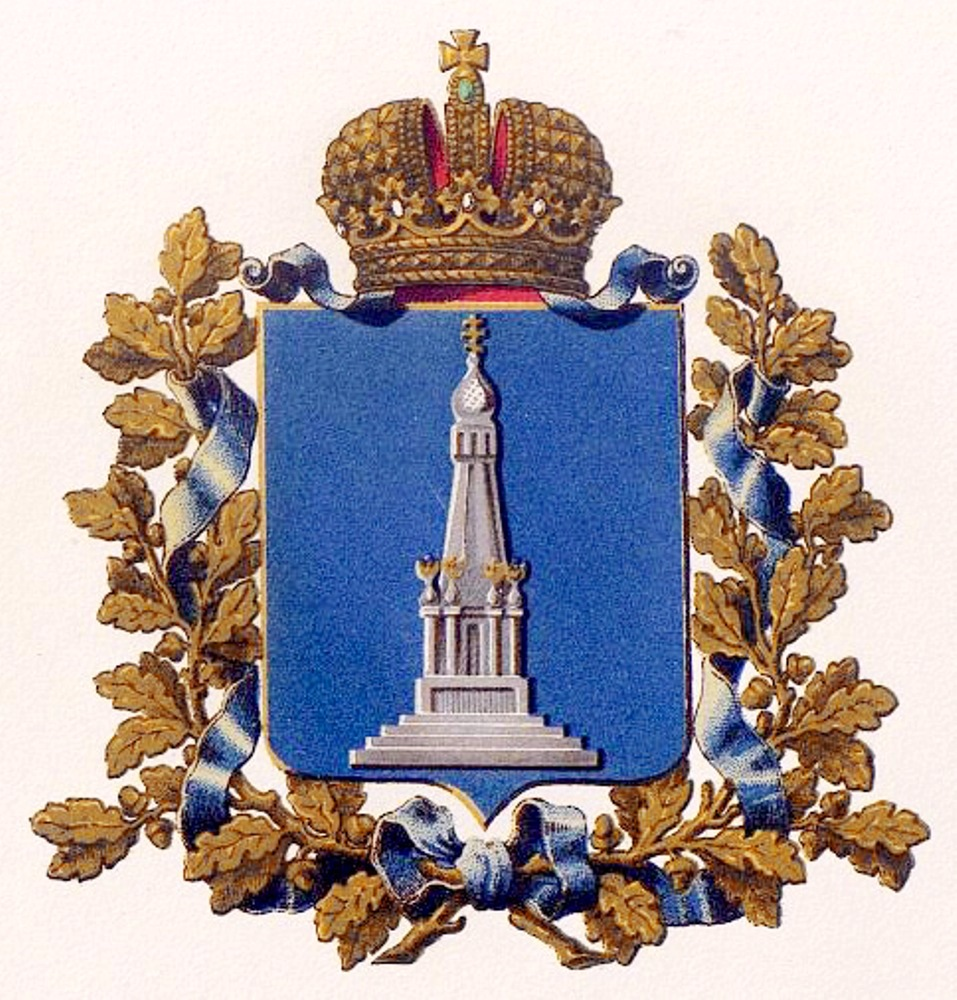
Герб Ковенской Губернии.

Герб Каунаса 1935 года (художник Я. Бурба).

2 мая 1935 года, Каунасская городская дума приняла новый образец герба, созданный художником Я. Бурбой. Это прямоугольный геральдический щит, закруглённый внизу, с изображением белого зубра, стоящего с золотым крестом между рогами в верхнем пурпурном поле. Этот герб города украшал многие общественные и культовые здания. Изображением зубра были украшены различные значки, сувенирные открытки и различные издания. В 1927 году, сохранившийся до наших дней гербовый витраж художника Стасиса Ушинскаса можно увидеть в церкви Витаутаса .
В советское время Каунас долгое время не имел герба. В 1966 году Республиканская геральдическая комиссия была создана решением Совета Министров. Одной из основных его задач было восстановление исторических гербов городов, и создание новых для городов, не имевших ранее гербов. Герб Каунаса был заказан художнику Витаутасу Банису, утверждён в 1969 году.
В качестве главного символа выбран белый зубр. В новом гербе Витаутас изменил положение передних ног зубра, слегка повернул голову в другую сторону и отдал золотой крест. Стражи советской морали были застигнуты врасплох знаком «мужественности» зубра на рисунке, поэтому и от него отказались. Утверждённым гербом были украшены городские пограничные знаки, транспорт, началось производство гербовых значков, открыток и другой сувенирной продукции. В 1979 году в парке «Ажуолинас» был построен бронзовый бизон скульптора Дали Матулайте.
В 1992 году был создан новый герб. После 16 совещаний стандартом был утверждён белый бык на красном щите с выпуклым латинским золотым крестом между рогами. 30 июня 1993 года герб города Каунас был утверждён Президентом Литвы. В этом гербе, по сравнению с предыдущими, телец заметно похудел.

### Большой герб

Большой герб Каунаса (художник Раймондас Микнявичюс). Утверждён президентом Литвы 19 мая 2009 года.

22 января 2009 года Каунасская городская дума утвердила образец большого герба города Каунаса. В этом гербе традиционный герб окружен щитом — золотым парусником с серебряными парусами. Над щитом в центральном красном парусе с серебряными очертаниями изображены три золотые державы. В верхней части герба в золотой ленте написан латинский девиз: «Diligite justitiam qui judicatis terram» (Любите справедливость, владыки земли). Девиз, выбранный из Священного Писания Книги Мудрых 1.1, приписывается окружению св. Николая.
Выбор Геральдической комиссии определили печати каунасских городских судей, актовые книги, агиографические таблички. В Ратуше XVI—XVII вв. был изображен святой Николай. Предполагается, что одна из старейших Церковь Святого Николая в Каунасе, была самой важной святыней для местных купцов, потому что город родился и вырос на слиянии двух великих литовских рек, где очень активно шло судоходство и торговля.
Городской совет также утвердил новый порядок использования большого и малого гербов Каунасского городского самоуправления. Малый герб разрешено использовать на флаге, геральдических печатях, бланках документов, вывесках, знаках мэра и старейшин, грамотах муниципальных служащих, наградах или наградах Каунасского самоуправления. Другие юридические и физические лица могут использовать малый герб только после получения разрешения Каунасской городской думы. Герб разрешается использовать, если физическое или юридическое лицо будет осуществлять деятельность или производить продукцию, представляющую город Каунас, его культуру и традиции. Большой герб может использоваться самоуправлением и его учреждениями для представления города Каунаса, но перед этим необходимо подать мотивированную просьбу мэру города.